# Johann Baptist Liebherr
Johann Baptist Liebherr (* 24. Juli 1809 in Scheer; † vor 17. Januar 1870 in Ehingen (Donau)) war ein württembergischer Verwaltungsjurist.

## Leben
Liebherr studierte von 1828 bis 1831 Kameralwissenschaften in Tübingen. 
Er war zunächst als Amtsaktuar beim standesherrlichen Amt Weikersheim für die Domanialverwaltung Hohenlohe-Langenburg tätig. 1839 erhielt er eine Anstellung als Kanzleiassistent bei der Regierung des Donaukreises Ulm. 1840 wurde er Regierungsassessor bei der Regierung des Neckarkreises in Ludwigsburg. 
Ab 4. Dezember 1844 wurde er provisorisch Oberamtmann beim Oberamt Gmünd (Dienstantritt 1. Februar 1845) und ab 1846 definitiv. Von 1851 bis 1861 war er Oberamtmann beim Oberamt Ehingen. 1861 wurde er krankheitshalber in den Ruhestand versetzt.
Liebherr war katholischer Konfession.